# Trichiurus lepturus
Il pesce coltello (Trichiurus lepturus) è un pesce osseo marino della famiglia Trichiuridae.

## Distribuzione e habitat
Questa specie è cosmopolita nei mari e gli oceani tropicali e subtropicali, compreso il mar Mediterraneo dove però non è comune nel bacino orientale ed è raro o rarissimo in quello occidentale. In Italia le segnalazioni si segnano sulle dita di una mano, è stato catturato, ad esempio, a Venezia, a Messina e all'isola d'Elba.
Questa specie vive in acque libere vicine al fondale fino a 350 metri di profondità e talvolta di notte risale in acque bassissime. Può perfino penetrare negli estuari.

## Descrizione
Complessivamente questo pesce ha aspetto simile al pesce sciabola ma se ne differenzia facilmente perché è completamente privo di pinna anale, di pinna caudale e di pinne ventrali. L'estremità caudale del corpo è nuda e sottile. La pinna dorsale è molto lunga ed ha altezza piuttosto uniforme, decrescente nella parte posteriore. Le pinne pettorali sono rivolte in alto. L'opercolo branchiale ha un lobo arrotondato sporgente. La bocca è grande ed è armata di denti lunghi e robusti. La linea laterale decorre lungo il profilo ventrale del corpo. Le scaglie sono assenti.
Il corpo è completamente di colore argentato metallico.

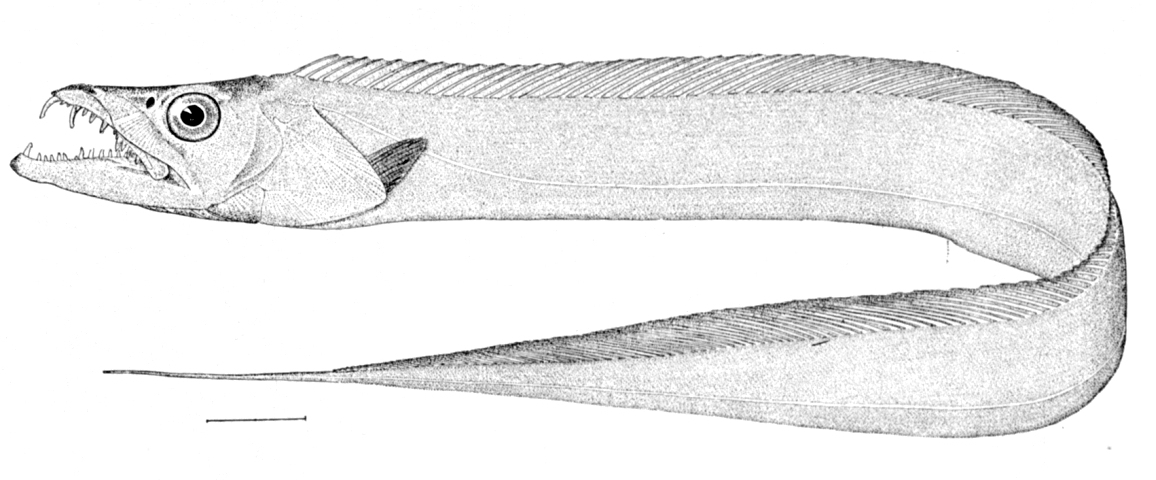

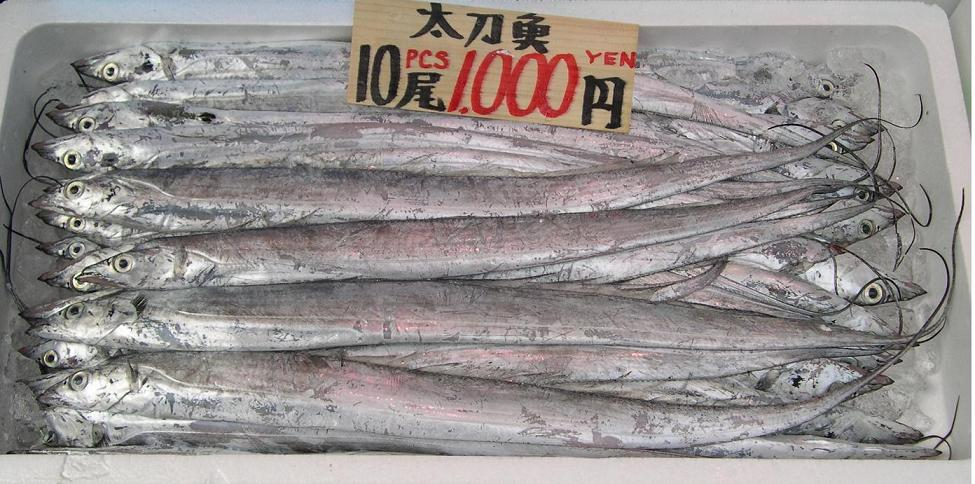
Esemplari in vendita sul mercato ittico di Tokyo

Misura fino a 150 cm.

## Biologia

### Alimentazione
Predatore vorace che si ciba di altri pesci.

### Riproduzione
La riproduzione avviene in estate.

## Pesca
Si cattura con i palamiti per il pesce sciabola.

## Sezione Note
1. ↑   Decreto Ministeriale n°19105 del 22 settembre 2017 - Denominazioni in lingua italiana delle specie ittiche di interesse commerciale, su politicheagricole.it.